# FC Torpedo-BelAZ Žodzina
FC Torpedo-BelAZ Žodzina, také FK Tarpeda-BelAZ Žodzina (bělorusky ФК Тарпеда-БелАЗ Жодзіна, rusky Футбольный клупе Футбольный клуб Жодино) je běloruský fotbalový klub ze Žodziny. Hraje Vysšaju ligu, nejvyšší běloruskou soutěž. Domácí zápasy hraje na Torpedo Stadium s kapacitou 6 500 diváků. Klub se několikrát kvalifikoval do evropských soutěží. V sezóně 2015/16 a 2022/23 klub vyhrál pohár. V roce 2024 klub vyhrál superpohár.

## Jméno
- 1989: BelAZ Žodzina
- 1993: Torpedo Žodzina (Tarpeda Žodzina)
- 2011: Torpedo-BelAZ Žodzina

## Úspěchy
- Běloruský fotbalový pohár
  - : 2015/16, 2022/23
  - : 2009/10
- Běloruský fotbalový superpohár
  - : 2024
  - : 2011, 2017
- Mistrovství běloruské SSR
  - : 1970, 1971, 1980, 1981